# Polpred
Polpred - opunomoćeni predstavnik Predsjednika Ruske Federacije u saveznom okrugu, skraćenica od rus. полномочный представитель Президента Российской Федерации в федеральном округе; službena osoba koju je imenovao predsjednik Rusije, predstavlja predsjednika u predjelu saveznog okruga, osigurava realizaciju ustavnih punomoći glave države na području okruga.
Polpred je savezni državni službenik koji ulazi u sastav administracije predsjednika Rusije.
Državno tijelo opunomoćenih predstavnika nastalo je Ukazom predsjednika Ruske Federacije od 13. svibnja 2000.g., №849 (nastao je iz tijela opunomoćenih predstavnika u regijama Ruske Federacije). Tim je Ukazom potvrđena Uredba o opunomoćenom predstavniku predsjednika Ruske Federacije u saveznom okrugu.

## Životopisi polpreda
Od sedam prvih opunomoćenih predstavnika predsjednika, imenovanih 2000.g., petero je imalo životopise povezane s oružanim strukturama (Kazancev i Pulikovski su imali iskustva u čečenskom konfliktu, Potavčenko i Čerkesov su ranije služili u KGB-u, Latišev - u ministarstvu unutarnjih poslova SSSR-a), Kirijenko i Dračevski su bili civilni službenici. Polovica od dvanaest imenovanih na tu dužnost kasnije je, 2003. – 2009.g., također povezana s oružanim snagama - tužitelji Ustinov i Konovalov, bivši djelatnici KGB-a Rapota, Vinničenko i Safonov, general Kvašnin; Matvijenko, Klebanov, Jakovlev, Kozak, Ishakov, Safonov i Išajev su došli iz građanske političke elite (gradonačelnici, gubernatori, ministri) devedesetih godina 20. stoljeća.
Životopisi većeg dijela polpreda povezani su sa Sankt Peterburgom, rodnim gradom obojice ruskih predsjednika tog razdoblja. Osim svih triju predstavnika na Sjeverozapadu (Čerkesova, Matvijenko i Klebanova), u Lenjingradu-Peterburgu radili su također Poltavčenko, Vinničenko, Kozak, Jakovlev.
Najduže je od svih dužnost polpreda obnašao Georgij Poltavčenko (polpred u Središnjem saveznom okrugu) - više od jedanaest godina.

## Popis opunomoćenih predstavnika
Niže se navodi popis opunomoćenih predstavnika predsjednika Ruske Federacije u saveznim okruzima. Nakon datuma imenovanja ili oslobađanja od dužnosti nalazi se broj Ukaza predsjednika Ruske Federacije kojim je određeno imenovanje ili oslobađanje od dužnosti. U svezi s reorganizacijom administracije predsjednika, određenom Ukazom predsjednika od 25. ožujka 2004.g. №400, 26. ožujka 2004.g. opunomoćeni predstavnici su bili ponovo imenovani (jednim Ukazom oslobođeni od svoje dužnosti i ponovo imenovani na istu dužnost).
Ukazom predsjednika od 30. travnja 2008.g. №634 utvrđeno je da postavljanje na dužnosti savezne državne građanske službe u administraciji predsjednika Ruske Federacije, koji vrši imenovanja, vrše savezni državni građanski službenici u roku u kojem predsjednik Ruske Federacije provede svoje punomoći (na taj način od trenutka stupanja na dužnost predsjednika Ruske Federacije D. Medvjedeva 7. svibnja 2008.g. opunomoćeni predstavnici predsjednika u saveznim okruzima oslobađali su se od svojih dužnosti bez donošenja bilo kakvih posebnih pravnih akata).
Ukazom predsjednika od 30. svibnja 2008.g. №718 saveznim državnim građanskim službenicima administracije predsjednika, koje je na dužnosti imenovao predsjednik Ruske Federacije, koji su prekinuli s provođenjem svojih punomoći, naloženo je privremeno ispunjavati obveze na dužnostima na koje su imenovani sve dok predsjednik ne izvrši odgovarajuća imenovanja.

### Središnji savezni okrug
- Georgij Poltavčenko (18. svibnja 2000., №894 - 26. ožujka 2004., №415; 26. ožujka 2004., №415 - 7. svibnja 2008.; 14. svibnja 2008., №789 - 31. kolovoza 2011., №1130)
- Oleg Govorun (6. rujna 2011., №1163 - 21. svibnja 2012., №656)
- Aleksandr Beglov (od 23. svibnja 2012., №704)

### Sjeverozapadni savezni okrug
- Viktor Čerkesov (18. svibnja 2000., №896 - 11. ožujka 2003., №313)
- Valentina Matvijenko (11. ožujka 2003., №316 - 15. listopada 2003., №1221)
- Ilja Klebanov (1. studenog 2003., №1281 - 26. ožujka 2004., №419; 26. ožujka 2004., №419 - 7. svibnja 2008.; 14. svibnja 2008., №790 - 6. rujna 2011., №1161)
- Nikolaj Vinničenko (6. rujna 2011., №1162 - 7. svibnja 2012.; od 25. svibnja 2012., №713)

### Južni savezni okrug[1]
- Viktor Kazancev (18. svibnja 2000., №891 - 9. ožujka 2004., №331)
- Vladimir Jakovlev (9. ožujka 2004., №332 - 26. ožujka 2004., №416; 26. ožujka 2004., №416 - 13. rujna 2004., №1169)
- Dmitrij Kozak (13. rujna 2004., №1170 - 24. rujna 2007., №1258)
- Grigorij Rapota (9. listopada 2007., №1350 - 7. svibnja 2008.)
- Vladimir Ustinov (14. svibnja 2008., №791 - 7. svibnja 2012.; od 25. svibnja 2012., №711)

### Sjevernokavkavski savezni okrug[2]
- Aleksandr Hloponin (19. siječnja 2010., №83[3] - 7. svibnja 2012.; od 21. svibnja 2012., №643)

### Privolžski savezni okrug
- Sergej Kirijenko (18. svibnja 2000., №892 - 26. ožujka 2004., №414; 26. ožujka 2004., №414 - 14. studenog 2005., №1324)
- Aleksandr Konovalov (14. studenog 2005., №1325 - 7. svibnja 2008.[4])
- Grigorij Rapota (14. svibnja 2008., №792 - 14. prosinca 2011., №1625)
- Mihail Babič (15. prosinca 2011., №1626 - 7. svibnja 2012.; od 25. svibnja 2012., №710)

### Uralski savezni okrug
- Petr Latišev (18. svibnja 2000., №893 - 26. ožujka 2004., №417; 26. ožujka 2004., №417 - 7. svibnja 2008.; 14. svibnja 2008., №793 - preminuo 2. prosinca 2008.)
- Nikolaj Vinničenko (8. prosinca 2008., №1749 - 6. rujna 2011., №1162)
- Jevgenij Kujvašev (6. rujna 2011., №1164 - 14. svibnja 2012., №619)
- Igor Holmanskih (od 18. svibnja 2012., №626)

### Sibirski savezni okrug
- Leonid Dračevskij (18. svibnja 2000., №890 - 26. ožujka 2004., №418; 26. ožujka 2004., №418 - 9. rujna 2004., №1150)
- Anatolij Kvašnin (9. rujna 2004., №1152 - 7. svibnja 2008.; 14. svibnja 2008., №794 - 9. rujna 2010., №1115)
- Viktor Tolokonskij (9. rujna 2010., №1117 - 7. svibnja 2012.; od 25. svibnja 2012., №712)

### Dalekoistočni savezni okrug
- Konstantin Pulikovskij (18. svibnja 2000., №895 - 26. ožujka 2004., №420; 26. ožujka 2004., №420 - 14. studenog 2005., №1326)
- Kamil' Ishakov (14. studenog 2005., №1327 - 2. listopada 2007., №1316)
- Oleg Safonov (29. listopada 2007., №1429 - 7. svibnja 2008.; 14. svibnja 2008., №795 - 30. travnja 2009., №490)
- Viktor Išajev (30. travnja 2009., №492 - 7. svibnja 2012.; od 21. svibnja 2012., №655)

## Uredi opunomoćenih predstavnika
Ukazom predsjednika Ruske Federacije od 28. srpnja 2000.g., №1403, određene su zgrade koje se ustupaju opunomoćenim predstavnicima u saveznim okruzima i njihovim djelatnicima:
- Središnji savezni okrug - Nikoljskij per., d. 6, Moskva;
- Sjeverozapadni savezni okrug - Petrovskaja naberežnaja, d. 2, Vasiljevskij ostrov, 3-a linija, d. 12, Sankt Peterburg;
- Južni savezni okrug - ul. Boljšaja Sadovaja. d. 73, Rostov na Donu;
- Sjevernokavkavski savezni okrug - Pjatigorsk (u skladu s Ukazom predsjednika od 19. siječnja 2010.);
- Privolžski savezni okrug - Kremlj, korp. 1, pod. 1 i 3, Nižnji Novgorod;
- Uralski savezni okrug - ul. Karla Libknehta, d. 44, Ekaterinburg, (u skladu s Ukazom predsjednika od 5. kolovoza 2002., №842 - ul. Dobroljubova, d. 11, Ekaterinburg);
- Sibirski savezni okrug - ul. Deržavina, d. 18, Novosibirsk;
- Dalekoistočni savezni okrug - ul. Šeronova, d. 22, Habarovsk.